# Brimfield (Ohio)
Brimfield és una concentració de població designada pel cens dels Estats Units a l'estat d'Ohio. Segons el cens del 2000 tenia 3.248 habitants.

## Demografia
Segons el cens del 2000, Brimfield tenia 3.248 habitants, 1.139 habitatges, i 912 famílies. La densitat de població era de 315,9 habitants per km².
Dels 1.139 habitatges en un 38,5% hi vivien nens de menys de 18 anys, en un 64,4% hi vivien parelles casades, en un 12,1% dones solteres, i en un 19,9% no eren unitats familiars. En el 14% dels habitatges hi vivien persones soles el 4,9% de les quals corresponia a persones de 65 anys o més que vivien soles. El nombre mitjà de persones vivint en cada habitatge era de 2,85 i el nombre mitjà de persones que vivien en cada família era de 3,14.
Per edats la població es repartia de la següent manera: un 27,7% tenia menys de 18 anys, un 8,4% entre 18 i 24, un 29,2% entre 25 i 44, un 24,4% de 45 a 60 i un 10,3% 65 anys o més.
L'edat mediana era de 36 anys. Per cada 100 dones de 18 o més anys hi havia 95,1 homes.
La renda mediana per habitatge era de 40.476 $ i la renda mediana per família de 43.558 $. Els homes tenien una renda mediana de 36.830 $ mentre que les dones 22.262 $. La renda per capita de la població era de 19.844 $. Aproximadament el 7,3% de les famílies i el 9,1% de la població estaven per davall del llindar de pobresa.

## Poblacions més properes
El següent diagrama mostra les poblacions més properes.